# Équipement de survie
Un équipement de survie, dans le domaine de l'astronautique, est le matériel de secours destiné à permettre à un spationaute de rester en vie en cas d'accident.
Le terme correspondant en anglais est survival kit.

## Référence
Arrêté du 20 février 1995 relatif à la terminologie des sciences et techniques spatiales.